# Nagua
Nagua es un municipio de la República Dominicana, que está situado en la provincia de María Trinidad Sánchez.

## Localización
Localizado en el nordeste de la costa de la península de Samaná, Nagua queda en la carretera que lleva de Puerto Plata al municipio de Samaná.

## Límites
Municipios limítrofes:
|                                 | Norte: Río San Juan y Cabrera |                            |
| Oeste: San Francisco de Macorís |                               | Este: Mar Caribe y Sánchez |
|                                 | Sur: El Factor y Arenoso      |                            |

## Distritos municipales
Está formado por los distritos municipales de:
| Nombre               | Código   |
| -------------------- | -------- |
| Nagua                | 03140101 |
| San José de Matanzas | 03140102 |
| Las Gordas           | 03140103 |
| Arroyo al Medio      | 03140104 |

## Historia
Antes de la creación de la provincia, su territorio formaba parte de la provincia Samaná; fue creada en 1959 con el nombre actual de María Trinidad Sánchez.
El municipio de Nagua, cabecera de la provincia María Trinidad Sánchez, fue fundada en la desembocadura del río Nagua. Aunque el primer nombre fue Boca de Nagua por el origen de su fundación, mediante la ley del congreso nacional n.º 1154 de fecha 24 de agosto de 1938 fue aprobada una ordenanza del ayuntamiento de la común de Matanzas que designó con el nombre de Villa Julia Molina la Sección y Villa de Boca de Nagua de la misma común, como un homenaje a la madre del Presidente y dictador Rafel Trujillo. El nombre de Julia Molina le fue suprimido por el de María Trinidad Sánchez después de la caída del tirano.
En el año 1921 se dispuso el traslado de la cabecera de común de Matanzas, a ese lugar. Sin embargo, en el año 1928 se derogó esa disposición, y se reestableció en Matanzas. Fue proclamada municipio oficialmente mediante a Ley 1526 del Congreso Nacional, promulgada el 27 de junio de 1938. En el año 1947 se suprimió la común de Matanzas y se pasó a la de Julia Molina.
Este hecho, surge a consecuencia de la destrucción de Matanzas, por el maremoto del 4 de agosto de 1946. Dejando toda esta comunidad sepultada bajo el agua, provocando la muerte a muchas personas. A pesar de los efectos de este tsunami, la ventajosa situación del poblado, hizo que se convirtiera en poco tiempo en un núcleo de población amplio y desarrollado en todos sus aspectos.
Lo que es hoy la creciente ciudad de Nagua, empezó por ser en el siglo XIX, un soñoliento y aburrido caserío compuesto por dos hileras de casas que sus habitantes levantaron junto a las aguas de la bahía escocesa. En esa parte de la costa nordeste que la tierra parece haberle arrebatado a las agua del atlántico. “La extensión territorial en el casco urbano es de 641.5 kilómetros cuadrados, dividido en 3 Distritos Municipales, 13 Secciones y 70 Parajes. Cuenta con aproximadamente 70,000 Habitantes”.
Desde sus viviendas construidas, en su mayor parte de madera, y techadas de yagua, los nagüeros tenían a matanzas como centro comercial, administrativo y político de toda la zona comprendida entre Sosúa, Puerto Plata, en pleno Norte y Samaná, situada en la punta de la Región Nordeste. San José de Matanza era una villa fundada antes de que naciera la República. Tenía un pequeño pero activo embarcadero, desde el cual se activaba el comercio con otros puntos del país.
Como consecuencias de los destrozos sufridos con el terremoto; los habitantes de Matanzas se vieron en la obligación de trasladarse de manera definitiva al municipio de Julia Molina en su totalidad. “Al inmigrar en dicho municipio, más de 100 familias; las mismas contribuyeron al progreso y engrandecimiento del mismo, sobre todo en el aspecto social ya que trajeron consigo costumbres y tradiciones de las que por su juventud carecía Julia Molina.

## Comunicaciones
El municipio cuenta con una buena ubicación en términos comerciales y turísticos, ya que se haya a una hora y media de Santo Domingo por la Carretera del Nordeste (autopista Juan Pablo II) y a tres por la Autopista Duarte; a dos horas de Santiago, a dos horas y media de Puerto Plata, de 15 a 20 minutos del Aeropuerto Internacional del Catey de Samaná y a una hora de San Francisco de Macorís y Samaná.

## Economía
La economía del municipio de Nagua, se fundamenta principalmente en el sector agropecuario. 

### Agricultura
La agricultura en el municipio está basada principalmente en los productos siguientes: arroz, coco, cacao, maní, naranjas y viandas. Estos se mezclan con una economía de frutos menores.
Para el año 1960 la producción de arroz en el municipio de Nagua era de 1,905 quintales en cáscara y para el año 1971, la producción se había elevado a 4,559 quintales. Obteniendo los productores grandes beneficios.

### Ganadería
El sector ganadero cuenta con unas 69 fincas dedicadas a la producción lechera, con un total de 9,379 cabezas de ganado. Los cuales producen unos 15,534 litros de leche por día. La avicultura en el municipio de Nagua ha disminuido significativamente. Escasamente se fomenta la producción de aves, la situación avícola actual es menor.

### Remesas
Las constantes migraciones que se producen contribuyen a mejorar la economía, por las remesas recibidas normalmente. Esta es una de las razones por las que se han producido en los últimos años, construcciones e inversiones beneficiosas a la población y contribuyendo al crecimiento económico.

### Sector servicios
Otra de las causas que contribuye al desarrollo económico del municipio,  es la instalación de sucursales de los diversos bancos que funcionan en el país, logrando disminuir el desempleo. Así como otros aportes que realizan los empresarios en este municipio, especialmente en sus industrias, fábricas de blocas, Farmacias, comercios diversos, entre otros.

### Turismo
Además, dado que el municipio está bordeado por una extensa zona playera, esto facilita la construcción de hoteles y restaurantes, para de esta forma hacer más efectivo, eficaz y frecuente el turismo interno.

## Festividades
El Municipio, en su condición de pueblo joven, remonta diversas tradiciones efectuadas en diferentes épocas del año. En su mayoría se mantienen vigentes, identificando a este lugar como tal.

### Fiestas patronales
Entre estas tradiciones se pueden citar: Las fiestas patronales, que surgen exactamente en el año 1935, cuando apenas era una sección de la desaparecida comunidad de Matanzas. Se inician popularmente con sencillez. Las mismas se circunscribían a un novenario, que con fiestas de atabales, plegarias y cánticos ofrecidos a la virgen de Altagracia, que siempre ha sido la patrona de las fiestas.

### Día del Nagüero ausente
Discurre el tiempo, en estas solo tenían participación las autoridades eclesiásticas, funcionarios civiles y militares, banda de música y el pueblo. Sin embargo, es a partir del año 1973 cuando se incorporan los grupos políticos y culturales. Otra de las actividades socioculturales es día del nagüero ausente, que se celebra el día 20 de enero de cada año. Esta actividad tiene por finalidad reunir a los hijos de Nagua que por razones diversas se han ido a otras ciudades y países.

### Carnaval
El carnaval, al igual que en otros pueblos se celebra en el mes de febrero; pero no se da tanto énfasis como a las fiestas patronales. Se hacen desfiles de comparsas los días 26 y 27 de febrero. Además, las fiestas de palos, constituyen otras tradiciones que caracterizan esta zona. Estas se realizan en diversas épocas del año de acuerdo al patrón que le corresponda y tienen una duración de nueve días. Estas tradiciones y eventos se presentaban con mayor frecuencia en la Logia Nueva Luz, el Club Casino de la Costa y la Casa del Cine, en la actualidad se realizan en lugares públicos; como el Parque Central.

## Educación
El municipio tiene 86 centros públicos del nivel básico y 10 privados.
En el siguiente nivel, entiéndase Educación Media, el cual es la base para ingresar a la educación superior, ha habido un aumento de la cantidad de centros para dicho nivel. En el nivel superior cabe citar un Centro Regional de la alta casa de estudios (UASD), llamado Centro Universitario Regional de Nagua (CURNA), para el cual el gobierno construyó un nuevo, moderno y amplio edificio ubicado en la salida San Francisco de Macorís, el cual albergará la población estudiantil de esta región.
El nuevo centro consta de tres edificios cada uno con 18 aulas, laboratorios de ciencias, biblioteca, jardinería, puente peatonal de acceso al centro, salón de actos para más de dos mil personas, área con verja perimetral y área de turismo.
A nivel privado el municipio cuenta con un centro educativo que es la Universidad Abierta Para Adultos (UAPA), el cual está ubicado actualmente en un moderno local en la Carretera Nagua – Cabrera, Las cuarentas.

## Transporte
A nivel local el principal medio de transporte en Nagua es el moto-concho comúnmente llamados “conchos” se pueden encontrar en cualquier lugar de la ciudad específicamente en esquinas de negocios o casas. También existen carros y minibuses que transitan por toda la ciudad pero estos con rutas específicas. 